# Франсиско Ј. Ајала
Франсиско Ј. Ајала (Мадрид, 12. март 1934 — Њупорт Бич, 5. март 2023) био је шпански биолог и академик, инострани члан састава Српске академије наука и уметности од 30. октобра 2003.

## Биографија
Завршио је основне студије физике на Универзитету у Мадриду 1955. године и магистратуру и докторат на Универзитету Колумбија 1964. Радио је као ванредни професор на Провиденс Колеџу, Рокфелер Универзитету 1964—1971, Универзитету Калифорније, у Дејвису 1971—1974. и као редовни професор 1974—1987, на Универзитету Калифорније и Ирвајн 1987—2018. Инострани је члан састава Српске академије наука и уметности од 30. октобра 2003, члан је Националне академије наука Сједињених Америчких Држава, Америчке академије наука и уметности, Калифорнијске академије наука, инострани је члан Руске академије наука, Шпанске краљевске академије, Национална академија dei Lincei из Рима и Мексичке академије наука. Добитник је почасног доктората Универзитета у Атини, Болоњи, Барселони, Мадриду, Прагу и Венецији, златне медаље „Грегор Мендела” Чешке академија наука, медаље за науку Националне академије Италије, Националне медаље за науку Сједињених Америчких Држава 2002. и награде „Темплтон” 2010. године.